# Ballet Stagium
O Ballet Stagium é uma companhia de balé fundada em outubro de 1971 na cidade de São Paulo, sob a direção de Marika Gidali e Décio Otero, contou com o apoio e influência da classe teatral local e ficou reconhecida nacionalmente por seu projeto de engajamento político.
Após do Golpe de 1964 as produções artísticas iriam vivenciar o que reconhecemos hoje por Tropicalismo, movimento marcado pela experimentação. A inovação do movimento tinha como base o Manifesto Antropófago de Oswald de Andrade, cuja proposta cultural consistia na teoria e na prática da devoração: “devorar e assimilar o que haveria nas culturas de fora sem, no entanto, esquecer do elemento nacional(yn: 
Em plena ditadura militar, uma época de censura, repressões e violência, quando a expressão nas artes estava altamente limitada e artistas que tentavam dar voz aos acontecimentos políticos, econômicos e sociais eram punidos severamente, é que a companhia Ballet Stagium' foi fundada. 
O repertório do Ballet Stagium em parceria com Ademar Guerra enfocou temas como o racismo, violência, opressões e genocídios, dançando textos proibidos pela censura, como Navalha na carne (Plínio Marcos) sob o título Quebras do mundaréu (1975), revelando ousadia para a época. A companhia entre tantas inovações foi a primeira a utilizar Música popular brasileira na trilha sonora. Optou por abandonar o eixo Rio de Janeiro-São Paulo, desde sua criação, fez inúmeras viagens por todo o Brasil. Do extremo norte ao extremo sul do país, num convés da barca Juarez Távora durante quinze dias no Rio São Francisco ou no chão batido das terras indígenas do Alto Xingu, sempre incorporando em seus espetáculos as linguagens dos locais por onde passava. 
Com coreografias adaptáveis a qualquer cenário, fizeram e fazem apresentações em pátios de escolas públicas das periferias dos grandes centros, favelas, igrejas, praias, hospitais, estações de metrô ou em presídios. 1981 Marika Gidali realizou seu grande sonho: criou o projeto “Escola Stagium” e levou mais de 80 mil crianças e adolescentes da periferia da cidade de São Paulo, para assistirem espetáculos de dança.
Ate hoje a companhia é coordenada por Marika Gidali e Décio Otero, e conta em sua história com mais de 80 coreografias no decorrer desses 40 anos. 

## Principais espetáculos
- “Diadorim”
- “Navalha na carne/Quebras do mundaréu”
- “Missa dos Quilombos”
- “Anjos da praça”
- "Kuarup, ou a Questão do Índio" (1977)